# Pennenstreken
Pennenstreken est une méthode d’écriture scolaire publiée par Zwijsen (nl).